# リンカルト (小惑星)
リンカルト (118178 Rinckart) は小惑星帯に位置する小惑星。ドイツの天文学者フライムート・ベルンゲンがドイツのタウテンブルク天文台で発見した。
ドイツの宗教家、作曲家、作詞家で、讃美歌『感謝にみちて』Nun danket alle Gottを作曲したマルチン・リンカルト（Martin Rinkhart または Rinckart、Rinkart：1586年-1649年）に因んで命名された。